# 今晚趁熱食
《今晚趁熱食》（Tonight's Menu），香港電視娛樂製作之飲食及娛樂新聞節目，由陳嘉倩、強尼、陳安立、李昭南、羅沛琪、沈殷怡、蔡宛珊、陳子豐、黃奕晨、王頌茵、英健朗、余逸思、朱晉傑、廖嘉輝、蔡寶欣、李建邦、文桂琪、王凌燕主持，2020年6月8日至10月23日逢星期一至五19:30-20:00於ViuTV播出，由9月21日至10月9日（第76-90集）改為19:30-19:55播出（實際節目時長由大約23分鐘縮短到大約20分鐘）。主要飲食為主題，推介特色餐廳及食譜，又會示範煮食。而節目尾聲亦有《三分鐘熱度》環節報道娛樂新聞，承繼返之前同一時段播《十五分鐘熱度》角色。

## 主持陣容
- 廠景直播主持：陳嘉倩、強尼、陳安立、羅沛琪、蔡宛珊、朱晉傑、沈殷怡、陳子豐、王頌茵、虞逸峯
- 外景片段主持：李昭南、黃奕晨、英健朗、余逸思、蔡寶欣、李建邦、張殷慈、陳郁憲。
- 外聘外景片段主持（M17主播）：劉祖怡Joey、小白Snow、劉海琦Heidi、卡蜜拉Camilla、梁小恩、Joanne、Cherry、陸盈盈Venus、卓淑貞Hannah、霍嘉恩Gracey、張嘉徽Kathy、葉梓嵐。
- 娛樂新聞主播：廖嘉輝、文桂琪、王凌燕

## 節目環節

### 第1-25集
|        | 星期一        | 星期二        | 星期三        | 星期四        | 星期五        |
| 第一節 | 每日Food News | 每日Food News | 每日Food News | 每日Food News | 每日Food News |
| 第一節 | 素食星期一    | 食店呢分鐘    | 著數推介      | 突擊巡舖      | 新老店巡禮    |
| 第一節 | 真人大測試    |               |               |               |               |
| 第二節 | 美味攻略      | 食物拼一拼    | 教你食好嘢    | 藝人「蕾」台  | 星色味俱全    |
| 第二節 | 3分鐘熱度     |               |               |               |               |

### 第26-60集
因應7月中旬香港疫情第三波爆發，由第26集開始，節目環節有改動，第一節改做類似《今日疫情》形式環節「疫情速遞」，包括街訪及專家訪談。
|        | 星期一                                                         | 星期二     | 星期三     | 星期四                                                           | 星期五     |
| 第一節 | 疫情速遞                                                       | 疫情速遞   | 疫情速遞   | 疫情速遞                                                         | 疫情速遞   |
| 第二節 | 素食星期一（第26集）/ 美味攻略（第31集）/ 外賣精選（第36集起） | 食物拼一拼 | 教你食好嘢 | 藝人「蕾」台（第29集）/ 著數推介（第34集）/ 外賣精選（第39集起） | 星色味俱全 |
| 第二節 | 3分鐘熱度                                                      |            |            |                                                                  |            |

另外第二節唔定期播出環節包括：「著數推介」、「突擊巡舖」、「新老店巡禮」、「外賣精選」及「相機先食」。

### 第61-100集
隨住疫情逐漸放緩，「疫情速遞」環節時間縮短，不再請嘉賓訪談，同時再引入新環節，以預錄片段為主。另外，節目無再話自己「現場直播」。第71集開始取消咗外景主持。
|        | 星期一                                                | 星期二                                                | 星期三                                                | 星期四                                                | 星期五                                                |
| 第一節 | 疫情速遞（第61-70集）/ （唔定期播出環節）（第71集起） | 疫情速遞（第61-70集）/ （唔定期播出環節）（第71集起） | 疫情速遞（第61-70集）/ （唔定期播出環節）（第71集起） | 疫情速遞（第61-70集）/ （唔定期播出環節）（第71集起） | 疫情速遞（第61-70集）/ （唔定期播出環節）（第71集起） |
| 第一節 | （唔定期播出環節）                                    | 食物拼一拼                                            | （唔定期播出環節）                                    | 外賣精選                                              | 星色味俱全                                            |
| 第一節 | 零食神開箱（第61-73集）                               |                                                       |                                                       | 外賣精選                                              | 星色味俱全                                            |
| 第二節 | 煮食有Fun素                                           | 全部都係雞                                            | 教你煮fusion                                          | 煮要喺屋企                                            | 調教你個胃                                            |
| 第二節 | 3分鐘熱度                                             |                                                       |                                                       |                                                       |                                                       |

不定期播出環節包括「著數推介」、「突擊巡舖」、「新老店巡禮」、「行山食乜好」、「相機先食」及「人情料理」。

## 每集一覽

### 第1—25集
| 集數 | 播映    | 主題                                       | 固定主持       | 直播主持               | 外景主持           | 娛樂新聞主播           |
| 1    | 6月8日  | 泰國風味素食、蒜蓉蒸蝦必殺技               | 陳嘉倩、強尼   | 朱晉傑、羅沛琪、蔡宛珊 | 李昭南             | 文桂琪、廖嘉輝         |
| 2    | 6月9日  | 古代風月場所裝修火鍋店                     | 陳嘉倩、陳安立 | 朱晉傑、羅沛琪、蔡宛珊 | 余逸思             | 文桂琪、廖嘉輝         |
| 3    | 6月10日 | 超抵食日本廚師發辦、點食點買封門柳         | 陳嘉倩、陳安立 | 陳子豐、羅沛琪、沈殷怡 | 黃奕晨、蔡寶欣     | 文桂琪、廖嘉輝、朱晉傑 |
| 4    | 6月11日 | 超新鮮蘋果批                               | 陳嘉倩、陳安立 | 朱晉傑、羅沛琪、蔡宛珊 | 黃奕晨             | 文桂琪                 |
| 5    | 6月12日 | 老店蓮蓉雞尾包、姜濤邊食邊受訪             | 強尼           | 朱晉傑、王頌茵、蔡宛珊 | 李建邦             | 文桂琪、廖嘉輝         |
| 6    | 6月15日 | 港式大排檔素食                             | 陳嘉倩、陳安立 | 王頌茵、陳子豐、羅沛琪 | 英健朗             | 廖嘉輝                 |
| 7    | 6月16日 | 特大龍蝦喇沙、人氣雲吞麵大對決             | 陳嘉倩、陳安立 | 朱晉傑、陳子豐、蔡宛珊 | 英健朗             | 文桂琪                 |
| 8    | 6月17日 | 食88蚊串燒分分鐘獎800蚊套餐                | 陳嘉倩、強尼   | 朱晉傑、羅沛琪、沈殷怡 | 蔡寶欣、李建邦     | 文桂琪、廖嘉輝         |
| 9    | 6月18日 | 正式葡國沙甸魚                             | 強尼           | 王頌茵、朱晉傑、陳子豐 | 蔡寶欣、黃奕晨     | 文桂琪、廖嘉輝         |
| 10   | 6月19日 | 老店新派打冷、小儀專訪                     | 強尼           | 朱晉傑、王頌茵、羅沛琪 | 黃奕晨、李昭南     | 文桂琪                 |
| 11   | 6月22日 | 素食居酒屋                                 | 陳嘉倩、陳安立 | 朱晉傑、沈殷怡、陳子豐 | 黃奕晨、李昭南     | 文桂琪、廖嘉輝         |
| 12   | 6月23日 | 世界菜式crossover、港式魚旦                | 陳嘉倩、陳安立 | 朱晉傑、羅沛琪、蔡宛珊 | 蔡寶欣             | 文桂琪                 |
| 13   | 6月24日 | 加一蚊叫多一碟菜式、老虎蟹肉               | 陳嘉倩、陳安立 | 朱晉傑、王頌茵、蔡宛珊 | 蔡寶欣、李昭南     | 文桂琪                 |
| 14   | 6月25日 | 總統級越南火車頭、李錦聯                   | 陳嘉倩、強尼   | 朱晉傑、陳子豐、蔡宛珊 | 黃奕晨             | 文桂琪                 |
| 15   | 6月26日 | 新派壽司、地產仔訪問                       | 陳嘉倩、強尼   | 羅沛琪、沈殷怡、王頌茵 | 黃奕晨、蔡寶欣     | 文桂琪                 |
| 16   | 6月29日 | 西餐素食有乜睇頭、椒鹽排骨秘方公開         | 陳嘉倩、陳安立 | 王頌茵、陳子豐、蔡宛珊 | 蔡寶欣、李建邦     | 文桂琪、廖嘉輝         |
| 17   | 6月30日 | 現場走入川菜餐廳、比試海南雞飯             | 陳嘉倩、陳安立 | 蔡宛珊、羅沛琪、朱晉傑 | 余逸思             | 文桂琪                 |
| 18   | 7月1日  | 優質日式放題破例減價、加拿大鮮牛肝菌       | 陳嘉倩、陳安立 | 朱晉傑、沈殷怡、羅沛琪 | 蔡寶欣             | 文桂琪                 |
| 19   | 7月2日  | 新加坡餐廳特式菜、阿神Alton大戰廚藝        | 陳嘉倩、強尼   | 朱晉傑、陳子豐、羅沛琪 | 蔡寶欣             | 文桂琪                 |
| 20   | 7月3日  | 復古cafe有睇頭、Mirror迫爆錄影廠           | 強尼           | 朱晉傑、王頌茵、羅沛琪 | 張殷慈、李建邦     | 文桂琪                 |
| 21   | 7月6日  | 素食甜品誘惑、雪藏雞如何回復鮮嫩           | 陳嘉倩、強尼   | 羅沛琪、沈殷怡、陳子豐 | 黃奕晨、李昭南     | 文桂琪、廖嘉輝         |
| 22   | 7月7日  | 現場感受台式火鍋、流心千層蛋糕比拼         | 陳嘉倩、陳安立 | 朱晉傑、羅沛琪、蔡宛珊 | 蔡寶欣             | 文桂琪                 |
| 23   | 7月8日  | 高級High Tea三百元有找、帝皇三文魚食法推介 | 陳嘉倩、強尼   | 陳子豐、沈殷怡、朱晉傑 | 蔡寶欣、小白Snow   | 文桂琪、廖嘉輝         |
| 24   | 7月9日  | 北美越南河份量取勝、Mishy肥仔邊個煮嘢叻    | 陳嘉倩、陳安立 | 王頌茵、朱晉傑、蔡宛珊 | 劉祖怡Joey、李昭南 | 文桂琪                 |
| 25   | 7月10日 | 老牌港式燒鵝、實力派AGA有冇食力？          | 陳嘉倩、強尼   | 朱晉傑、王頌茵、羅沛琪 | 李昭南、李建邦     | 文桂琪                 |

### 第26—60集
| 集數 | 播映    | 主題                                               | 固定主持       | 直播主持               | 外景主持 | 娛樂新聞主播   |
| 26   | 7月13日 | 疫情是否在社區大爆發、印度滋味素食                 | 陳嘉倩、陳安立 | 蔡宛珊、王頌茵、朱晉傑 | 黃奕晨   | 文桂琪、廖嘉輝 |
| 27   | 7月14日 | 抗疫與民生、直擊食肆禁止晚市前夕                   | 陳嘉倩、陳安立 | 朱晉傑、蔡宛珊、羅沛琪 | 蔡寶欣   | 文桂琪         |
| 28   | 7月15日 | 學生又放大假？本地豬油簡易食譜                     | 陳嘉倩、強尼   |                        |          | 文桂琪         |
| 29   | 7月16日 | 市民醫護攜手對抗第三波、藝人蕾台決賽               | 陳嘉倩、強尼   | 李昭南                 |          | 文桂琪         |
| 30   | 7月17日 | 如何舒緩對疫情恐慌，劉俊謙、蔡思韵、朱栢康的電影情 | 陳嘉倩、強尼   |                        | 蔡寶欣   | 文桂琪         |
| 31   | 7月20日 | 街市成病毒溫牀、教你煮三文魚扒                     | 陳嘉倩、陳安立 |                        |          |                |
| 32   | 7月21日 | 護老院小心、米線邊間至好味                         | 陳嘉倩、強尼   |                        |          |                |
| 33   | 7月22日 | 醫療系統爆煲怎辦、教你食矜貴精修牛                 | 陳嘉倩、陳安立 |                        | 蔡寶欣   |                |
| 34   | 7月23日 | 的士司機防疫對策、著數點心放題                     | 陳安立、羅沛琪 |                        | 英健朗   |                |
| 35   | 7月24日 | 慎防空氣傳播病毒、楊天宇余逸思開火                 | 羅沛琪、強尼   |                        | 陳郁憲   |                |
| 36   | 7月27日 | 食肆疫中求存、外賣串燒連氣炸鍋                     | 羅沛琪、陳安立 |                        | 余逸思   | 文桂琪         |
| 37   | 7月28日 | 泳灘風險有幾高、平民美食碗仔翅                     | 羅沛琪、強尼   |                        | 蔡寶欣   | 文桂琪         |
| 38   | 7月29日 | 全日禁堂食的第一天、來自日本的博多地雞             | 羅沛琪、陳安立 |                        | 朱晉傑   | 文桂琪         |
| 39   | 7月30日 | 載口罩運動需知、外賣海鮮蒸籠                       | 陳嘉倩、強尼   |                        | 朱晉傑   | 文桂琪         |
| 40   | 7月31日 | 肺炎後遺、駱振偉終於出發                           | 陳嘉倩、強尼   |                        | 陳郁憲   | 文桂琪         |
| 41   | 8月3日  | 棄膠情況有幾嚴重、外賣牛扒自己煎                   | 羅沛琪、陳安立 |                        | 王頌茵   | 文桂琪         |
| 42   | 8月4日  | 亞博社區治療設施全面睇、外賣叉燒飯比拼             | 陳嘉倩、強尼   |                        | 朱晉傑   | 文桂琪         |
| 43   | 8月5日  | 全民檢測之多少、惹味法國鵪鶉脾                     | 羅沛琪、陳安立 |                        | 陳郁憲   | 文桂琪         |
| 44   | 8月6日  | 九月復課、韓國世子御膳                             | 羅沛琪、陳安立 | 陳子豐、蔡宛珊         | 譚凱倫   | 文桂琪         |
| 45   | 8月7日  | 外傭危機、黃奕晨劉美思今晚瞓酒店？                 | 陳嘉倩、強尼   | 羅沛琪                 | 蔡宛珊   | 文桂琪         |
| 46   | 8月10日 | 疫情下的運動員、$100三餸加熱即食                   | 陳嘉倩、陳安立 |                        | 蔡寶欣   | 文桂琪         |
| 47   | 8月11日 | 孕婦檢驗、豆豉鯪魚鬥好味                           | 陳嘉倩、強尼   | 蔡宛珊、虞逸峯         | 朱晉傑   | 文桂琪         |
| 48   | 8月12日 | 抗疫期間打機成癮、法國藍水晶蝦                     | 沈殷怡、陳安立 |                        | 蔡寶欣   | 文桂琪         |
| 49   | 8月13日 | 長者高危、烏克蘭美食風情                           | 蔡宛珊、陳安立 | 黃奕晨、陳子豐         | 陳郁憲   | 文桂琪         |
| 50   | 8月14日 | 中醫藥抗疫、lan AK食住講新歌                       | 羅沛琪、強尼   |                        | 王頌茵   | 文桂琪         |
| 51   | 8月17日 | 展覽業大受打擊、外賣雞煲原煲食                     | 陳嘉倩、陳安立 |                        | 朱晉傑   | 文桂琪         |
| 52   | 8月18日 | 人體內有免疫細胞？/ 港人至愛午餐肉                 | 蔡宛珊、強尼   | 王頌茵、陳子豐         | 王頌茵   | 文桂琪         |
| 53   | 8月19日 | 全城關注健康碼、法國牛筒骨髓                       | 陳嘉倩、陳安立 |                        |          | 文桂琪         |
| 54   | 8月20日 | 攝影師工作大減、傳統上海老店                       | 蔡宛珊、陳安立 | 黃奕晨、虞逸峯、余逸思 | 陳郁憲   | 文桂琪         |
| 55   | 8月21日 | 如何處理負面情勢、余香凝 / 吳嘉熙                  | 羅沛琪、強尼   |                        | 蔡寶欣   | 文桂琪         |
| 56   | 8月24日 | 瑜伽行業的挑戰、外賣日式燒烤                       | 陳嘉倩、陳安立 |                        | 蔡寶欣   | 文桂琪         |
| 57   | 8月25日 | 疫情進入新時期、比拼急凍水餃                       | 沈殷怡、強尼   | 陳子豐、虞逸峯         | 王頌茵   | 文桂琪         |
| 58   | 8月26日 | 全民檢測你要知、教你煮生鴨胸                       | 蔡宛珊、陳安立 |                        | 朱晉傑   | 文桂琪         |
| 59   | 8月27日 | 社交距離下的兒童身心發展、DIY月餅茶室              | 蔡宛珊、陳安立 | 陳子豐、余逸思         | 陳郁憲   | 文桂琪         |
| 60   | 8月28日 | 晚市重開現場實況、劉浩龍好久不見                   | 羅沛琪、強尼   |                        | 黃奕晨   | 文桂琪         |

### 第61—70集
| 集數 | 播映    | 主題                                           | 固定主持               | 外景主持 | 娛樂新聞主播 |
| 61   | 8月31日 | 家長學校如何迎接開學、素食達人有fun素          | 陳嘉倩、強尼、虞逸峯   | 黃奕晨   | 文桂琪       |
| 62   | 9月1日  | 直擊首日全民檢測、雞后Helen教煮雞              | 陳嘉倩、陳安立、沈殷怡 | 陳郁憲   | 文桂琪       |
| 63   | 9月2日  | 康復與後遺、Celia教你煮fusion                  | 蔡宛珊、陳安立、陳子豐 | 黃奕晨   | 文桂琪       |
| 64   | 9月3日  | 食肆有人有工開有人坐冷板、米芝蓮級外賣         | 蔡宛珊、強尼           | 王頌茵   | 文桂琪       |
| 65   | 9月4日  | 晚市堂食放寬多一小時、Jer 和 Edan分享近況      | 羅沛琪、陳安立         | 陳郁憲   | 文桂琪       |
| 66   | 9月7日  | 等離子空氣清新機、素食焗蝸牛殼粉               | 陳安立、沈殷怡、虞逸峯 | 黃奕晨   | 文桂琪       |
| 67   | 9月8日  | 導遊等待開工的日子、Helen教你整砂鍋雲吞雞      | 陳安立、羅沛琪、沈殷怡 | 黃奕晨   | 文桂琪       |
| 68   | 9月9日  | 10蚊食經典港式西餐菜色、青介末蜜糖燒三文魚沙律 | 陳嘉倩、強尼、蔡宛珊   | 黃奕晨   | 文桂琪       |
| 69   | 9月10日 | 外賣A4和牛火鍋、肥仔教煮蠔油茄子               | 蔡宛珊、強尼、陳子豐   | 蔡寶欣   | 文桂琪       |
| 70   | 9月11日 | 直擊放寬限聚令、當KB遇上小花                   | 羅沛琪、強尼           | 陳郁憲   | 文桂琪       |

### 第71—100集
| 集數 | 播映     | 主題                                              | 固定主持                                                       | 娛樂新聞主播 |
| 71   | 9月14日  | 行山食乜好、新店全部都係魚                        | 陳嘉倩、強尼、沈殷怡                                           | 文桂琪       |
| 72   | 9月15日  | 摩洛哥式風格的泰國fusion菜餐廳、Helen繼續雞后本色 | 陳安立、沈殷怡、虞逸峯                                         | 文桂琪       |
| 73   | 9月16日  | 中環港式情懷食肆、星級大廚人情料理                | 陳嘉倩、強尼、蔡寶欣                                           | 文桂琪       |
| 74   | 9月17日  | 黎巴嫩美食風情、外賣海陸烤肉餐                    | 陳安立、蔡宛珊、陳子豐                                         | 文桂琪       |
| 75   | 9月18日  | 城城千嬅講新片、阿祖教煮油鹽水魚                  | 羅沛琪、強尼                                                   | 文桂琪       |
| 76   | 9月21日  | 素食自助餐、邪惡韓式芝士拉絲                      | 強尼、虞逸峯、沈殷怡                                           | 文桂琪       |
| 77   | 9月22日  | 日式開運食品、Helen示範三杯雞                     | 強尼、蔡宛珊、沈殷怡                                           | 文桂琪       |
| 78   | 9月23日  | 西班牙地道美食、教你煮鯛魚噌『壽』湯              | 陳嘉倩、陳安立、蔡宛珊                                         | 文桂琪       |
| 79   | 9月24日  | 蛇店第四代傳人、外賣片皮鴨你試過未？              | 陳嘉倩、陳安立、陳子豐                                         | 文桂琪       |
| 80   | 9月25日  | 吳家麗吳千語星色味俱全、梁祖堯調教薯仔餅          | 羅沛琪、陳安立                                                 | 文桂琪       |
| 81   | 9月28日  | 雞翼放題、名廚Ricky新攪作                         | 陳嘉倩、陳安立、虞逸峯                                         | 陳郁憲       |
| 82   | 9月29日  | 超大件吉列宮琦豬扒、奶蓋茶大比拼                  | 蔡宛珊、陳安立、沈殷怡                                         | 文桂琪       |
| 83   | 9月30日  | 漢堡包專門店、腐竹薏米新意思                      | 強尼、虞逸峯、沈殷怡                                           | 文桂琪       |
| 84   | 10月1日  | A5和牛壽喜燒、外賣中秋盆菜                        | 陳嘉倩、強尼、陳子豐                                           | 文桂琪       |
| 85   | 10月2日  | 許廷鏗講心事、梁祖堯炮製檸檬雞翼                  | 羅沛琪、陳安立                                                 | 文桂琪       |
| 86   | 10月5日  | 優質手工意粉、成都火鍋                            | 強尼、虞逸峯、沈殷怡                                           | 文桂琪       |
| 87   | 10月6日  | 隱藏於窄巷的人情小店、炸物大比拼                  | 蔡宛珊、陳安立、沈殷怡                                         | 文桂琪       |
| 88   | 10月7日  | 日式餐廳仿如置身神宮、香港口味加點新意            | 蔡宛珊、陳嘉倩、強尼                                           | 文桂琪       |
| 89   | 10月8日  | 三十八載獲獎小菜館、外賣星級煲仔飯                | 蔡宛珊、陳子豐、虞逸峯                                         | 文桂琪       |
| 90   | 10月9日  | Dear Jane話你知band食乜好、梁祖堯教煮茄子肉碎     | 羅沛琪、陳安立                                                 | 文桂琪       |
| 91   | 10月12日 | 型格cafe全部都係黑、大樹波蘿白汁米型粉焗釀啡茹    | 強尼、虞逸峯、余逸思                                           | 文桂琪       |
| 92   | 10月13日 | 手卷壽司、Dixon紙包雞挑戰Helen                    | 強尼、虞逸峯、余逸思                                           | 文桂琪       |
| 93   | 10月14日 | 流水蝦遇上泰式按摩、酸辣椰香三文魚                | 陳安立、余逸思、虞逸峯                                         | 文桂琪       |
| 94   | 10月15日 | 中式私房菜名字高深、滿漢大廚外賣包                | 羅沛琪、陳安立、陳子豐                                         | 文桂琪       |
| 95   | 10月16日 | 三位大海男兒現身、Sarika健康我做煮                | 羅沛琪、陳安立                                                 | 文桂琪       |
| 96   | 10月19日 | 土耳其風情餐廳、純素泡菜芒果芝士醬長通粉          | 陳安立、余逸思、虞逸峯                                         | 文桂琪       |
| 97   | 10月20日 | 晚市半價酒樓推介、水牛城雞翼                      | 陳安立、蔡宛珊、虞逸峯                                         | 文桂琪       |
| 98   | 10月21日 | 寵物餐廳+長腳蟹柳旋風蛋飯                         | 陳安立、蔡宛珊、陳子豐                                         | 文桂琪       |
| 99   | 10月22日 | 全素食拉麵+外賣shake shake海鮮包                  | 強尼、羅沛琪、陳子豐                                           | 文桂琪       |
| 100  | 10月23日 | 第100集終極食好東西                               | 強尼、羅沛琪、陳子豐、 蔡寶欣、王頌欣、蔡宛珊、 陳郁憲、虞逸峯 | 文桂琪       |

## 註
1. ↑  該集實際主持及主播，與片尾所標示的有所不同

## 網頁
- ViuTV：今晚趁熱食 （页面存档备份，存于）

## 電視節目的變遷
| 香港 ViuTV 星期一至五 19:30－20:00  | 香港 ViuTV 星期一至五 19:30－20:00                                                | 香港 ViuTV 星期一至五 19:30－20:00 |
| ----------------------------------- | --------------------------------------------------------------------------------- | ---------------------------------- |
|                                     | 今晚趁熱食 （2020.06.08－2020.10.23）                                             |                                    |
| 今日疫情 （2020.02.03－2020.06.05） | 娛樂 ON AIR（19:30－19:55） 3 分鐘熱度（19:55－20:00） （2020.10.26－2020.11.13） |                                    |